# Centre international de mathématiques pures et appliquées
 (avril 2016).
Le Centre International de Mathématiques Pures et Appliquées (CIMPA) est une association loi de 1901 dont la mission est de promouvoir la recherche en mathématiques avec les pays en développement. Le CIMPA est un centre de l'UNESCO de catégorie 2 basé à Nice et financé par l'Allemagne, l'Espagne, la France, la Norvège et la Suisse. 

## Historique
Suivant une recommandation faite lors de la 18e session de la conférence générale de l'UNESCO à Paris en 1974, la création du CIMPA est décidée lors de la 19e session de la conférence générale de l'UNESCO à Nairobi en 1976. A l'initiative du gouvernement français et d'un groupe de membres fondateurs (J.P. Aubin, J. Céa, P. Deheuvels, F. Dress, C. Godbillon, H. Hogbe Nlend, J.L. Lions, J.L. Koszul, E.J. Picard, A. Revuz, P. Sabourin), le Centre International de Mathématiques Pures et Appliquées est formellement crée comme association loi de 1901 le 30 octobre 1978. Selon ses statuts, sa mission est la formation de mathématiciens et mathématiciennes venant en priorité des pays en développement au moyen de cours, d'écoles d'été, et de bourses pour des programmes thématiques ou des séjours de recherche. Le siège du CIMPA est fixé à Nice et son université hôte est l'Université Côte d'Azur.

## Activités
L'organisation d'écoles de recherche dans les pays en développement, appelées Écoles CIMPA, constitue l'activité historique du CIMPA. Elle s'accompagne d'autres types d'actions telles que les Cours CIMPA, qui permettent le financement de cours venant en appui de programmes de Master, d'écoles doctorales ou autres dans des pays en développement. Les CIMPA Fellowships offrent des financements pour la participation d'étudiants, étudiantes, ou jeunes chercheurs et chercheuses à des trimestres thématiques. Enfin, les CIMPA-ICTP Research in Pairs permettent à des collègues des pays en développement de venir travailler sur un projet de recherche avec un ou une collègue en Europe sur plusieurs semaines.  
Le CIMPA finance également des écoles en partenariat avec des sociétés savantes comme l'Union mathématique africaine (UMA), l'Union mathématique d'Amérique latine et des Caraïbes (UMALCA (es)), la South East Asian Mathematical Society (SEAMS) ou le comité des Asian and European Schools in Mathematics (AESIM).
Le CIMPA travaille en coordination avec d'autres organismes aux buts similaires comme l'Union mathématique internationale (IMU), la Société de Mathématique Européenne (EMS) ou l'International Centre for Theoretical Physics (ICTP).

## Financement
Les soutiens financiers principaux du CIMPA proviennent du Ministère de l'enseignement supérieur et de la recherche (MESR), de l'Université Côte d'Azur, du Laboratoire d'excellence CARMIN (Centre d'Accueil et de Rencontres Mathématiques Internationales), et de l'Institut National des Sciences Mathématiques et de leurs Interactions (INSMI) du CNRS. Depuis 2009, le CIMPA compte également avec le soutien du Ministerio de Economia y Competitividad (MINECO, Espagne), et depuis 2011 du Ministry of Education and Research (Norvège) et d'un financement de la Suisse à travers l'Université de Neuchâtel. L'Allemagne a rejoint les pays membres du CIMPA en 2022. 

## Présidents
- 1978 : Jean Céa
- 1979-1988 : Henri Hogbe Nlend
- 1989-1992 : François Dress
- 1993- 1996 : Attia Ashour
- 1997-2000 : Roger Ballay
- 2001-2004 : Mohamed Jaoua
- 2005-2008 : Mario Wschebor
- 2009-2016 : Tsou Sheung Tsun
- Depuis janvier 2017 : Barry Green

## Directeurs exécutifs
- 1979-1984 : Pierre Grisvard
- 1985 : Solange Delache
- 1986-1991 : Jean-Michel Lemaire
- 1992-1994 : Georges Dloussky
- 1994 : Jean Pouget (interim)
- 1995-2000 : Claude Lobry
- 2000-2008 : Michel Jambu
- 2008-2016 : Claude Cibils
- 2016-2020 : Ludovic Rifford
- Depuis septembre 2020 : Christophe Ritzenthaler[3]